# Glerárskógafjall
Glerárskógafjall är en ås i republiken Island. Den ligger i regionen Västlandet, 120 km norr om huvudstaden Reykjavík.